# Španělské impérium
Španělské impérium neboli Španělská říše (španělsky Imperio español, latinsky Imperium Hispanicum) bylo jednou z nejstarších a nejrozsáhlejších koloniálních říší v historii. Španělsko se v průběhu 15. a 16. století stalo průkopníkem v zámořských objevech, na nově objevených územích poté velice často zakládalo vlastní kolonie. Rozsáhlá území v Jižní Americe byla však získána na úkor tamějších kultur: španělští conquistadoři zničili mimo jiné rozvinutou aztéckou a inckou civilizaci. Španělsko dále vybudovalo rozsáhlou obchodní síť, nejčilejší obchodní ruch probíhal mezi Evropou a americkými koloniemi, obchod s Asií zabezpečovaly španělské přístavy na Filipínách.
V průběhu 16. století se Španělsko stalo přední globální supervelmocí. Díky přílivu zlata a stříbra ze svých amerických kolonií si mohlo dovolit vydržovat silnou armádu a námořnictvo, díky nimž dominovalo světovým mořím i evropským a americkým bojištím. V této době zažívá nebývalý rozkvět i španělská kultura, 16. a 17. století se proto označuje za španělský zlatý věk (špan. Siglo de Oro, doslovný překlad století zlata).
Od poloviny 17. století však španělské impérium začalo ztrácet na síle. Ve Středomoří bylo Španělsko konfrontováno s Osmanskou říší, na evropském kontinentě mu rostl významný soupeř – Francie, v zámoří muselo Španělsko čelit konkurenci Portugalců a později i Britů a Nizozemců. Také pirátství sponzorované britskou, francouzskou a nizozemskou vládou, příliš velká rozloha španělských kolonií, zvyšující se míra korupce a ekonomická stagnace měly za následek úpadek španělského impéria.
Španělsko definitivně ztratilo status supervelmoci po válkách o dědictví španělské, kdy přišlo o Nizozemí, Sicílii a zbývající území na Apeninském poloostrově. Dokázalo si však uchovat většinu ze svého obrovského koloniálního území, a to až do začátku 19. století, kdy jihoamerické státy využily napoleonských válek v Evropě pro vyhlášení nezávislosti. Španělsku se podařilo uchovat si významná území v Karibiku (Kuba, Portoriko), v Asii (Filipíny) a v Oceánii až do španělsko-americké války v roce 1898, po které bylo Španělsko nuceno postoupit Spojeným státům většinu těchto území. Ze španělské koloniální říše zbývají v současnosti pod španělskou korunou jen Kanárské ostrovy, Ceuta, Melilla a další malá území na marockém pobřeží.
Odkazem španělské koloniální říše je zejména rozšíření španělštiny jako mateřského jazyka většiny obyvatel střední a jižní Ameriky a rozšíření římskokatolické víry do území pod španělskou nadvládou. Dlouhá historie španělské kolonizace jižní a střední Ameriky dále způsobila, že většina tamějších obyvatel má evropské předky; díky přílivu evropských imigrantů a otroků z Afriky se v Latinské Americe výjimečným způsobem prolínají původní americké kultury s evropskými a africkými. Z Ameriky byly do Evropy také přivezeny mnohé dnes obvyklé potraviny, mj. brambory, kukuřice, paprika, rajčata, arašídy nebo tabák.

## Historie

### Počátky impéria (1402–1521)

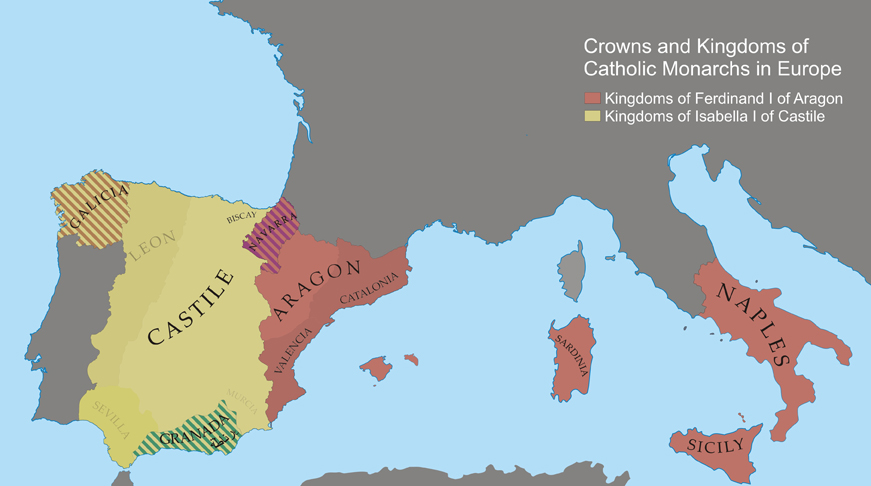
Španělská monarchie na konci 15. století

Počátky španělské koloniální expanze sahají hluboko do 15. století, v této době Kastilie konkurovala v severní Africe Portugalsku, Jindřich III. Kastilský v roce 1402 spustil kolonizaci Kanárských ostrovů, po krvavých válkách s domorodými Guanči je Španělsko ke konci 15. století plně ovládlo. Sňatkem Katolických Veličenstev Ferdinanda II. Aragonského a Isabely Kastilské bylo vytvořeno mocné soustátí, které dalo základ pozdější zámořské expanzi.

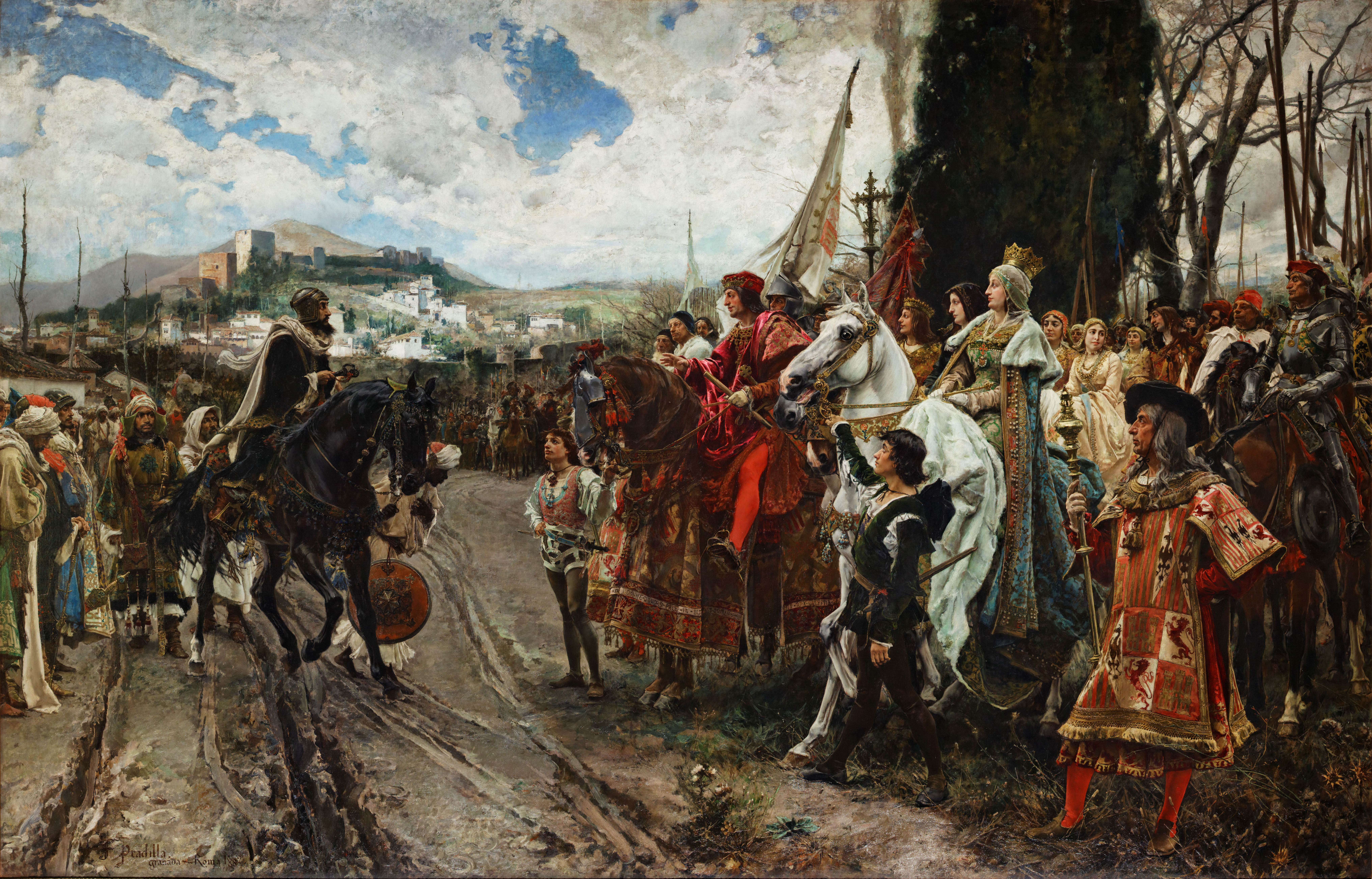
Kapitulace Granady do rukou Španělů

V roce 1492 byla dobytím Granady završena několik staletí trvající reconquista Španělska od muslimských Maurů, což umožnilo Španělům soustředit se po vzoru Portugalců na dobývání zámoří. V tomto roce španělští monarchové vyslali janovského námořníka Kryštofa Kolumba, aby se pokusil najít západní cestu do východní Asie. Španělské nároky na nově objevená území v Americe byly potvrzeny papežskou bulou Inter caetera z roku 1493 a Smlouvou z Tordesillas z roku 1494, ve které si Španělé a Portugalci rozdělili sféry vlivu ve světě: Španělsku měla připadnout většina Ameriky, Portugalsku naopak Afrika a většina Asie.
První trvalé osady byly úspěšně zakládány okolo roku 1500 na ostrově Hispaniola (nachází se na něm dnešní Haiti a Dominikánská republika), který se stal základnou pro další expanzi: odtud dobyl Juan Ponce de León Portoriko a Diego Velázquez de Cuéllar Kubu. První osadou na americkém kontinentu byla Santa María la Antigua del Darién v dnešní Panamě (založil ji v roce 1510 Vasco Núñez de Balboa). Tři roky poté tento objevitel jako první Evropan překonal po souši Panamskou šíji a spatřil Tichý oceán.
Současně s expanzí v zámoří se Španělsko účastnilo válečných střetů na evropské půdě: v italských válkách podporovalo neapolský rod proti Karlu VIII. Francouzskému a angažovalo se v bojích Francouzů s Benátčany. Právě v této době se konstituovala dlouhou dobu prakticky neporazitelná španělská armáda, velkou zásluhu na tom měl generál Gonzalo Fernández de Córdoba.

### Španělský zlatý věk (1521–1643)

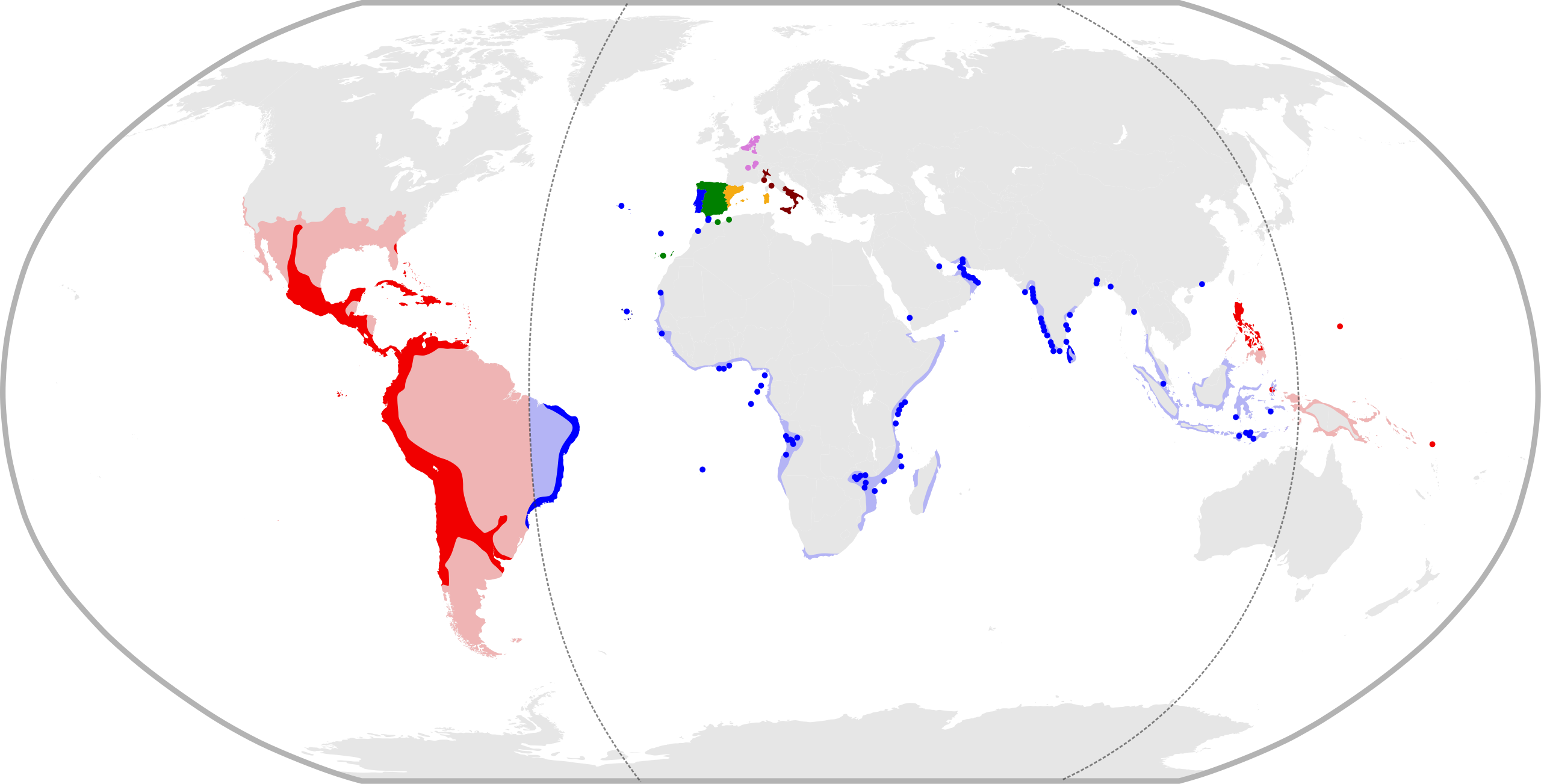
Říše Filipa II. Španělského
Území spravovaná Radou Kastilie
Území spravovaná Radou Aragonie
Území spravovaná Radou Portugalska
Území spravovaná Radou Itálie
Území spravovaná Radou pro Indie
Území spravovaná Radou Flander

V 16. a 17. století Španělsko zažívalo nejen rychlý teritoriální rozmach, ale také nebývalý kulturní a politický rozkvět, toto období se označuje jako španělský zlatý věk (špan. Siglo de Oro). Karel V., císař vnuk Ferdinanda Aragonského a Izabely Kastilské, po otci z habsburského rodu, byl zároveň králem španělským, císařem římským, vévodou burgundským a arcivévodou rakouským; panoval nad rozsáhlými územími v Evropě i v zámoří a jak se tehdy začalo říkat: nad „říší, nad kterou slunce nezapadá“.
Z počátku nebyly zámořské kolonie příliš profitabilní, přestože se podařilo vybudovat rozsáhlou obchodní síť s přístavy na evropském kontinentě. K růstu bohatství výrazně přispělo až otevření stříbrných dolů: v první polovině 16. století v mexickém Guanajuatu a Zacatecas a od roku 1546 v Potosí v dnešní Bolívii. Extrémní bohatství přineslo Španělsku dobytí Incké říše, do Španělska z nově dobytých území začalo proudit ohromné množství zlata. Příliv drahých kovů ale ve Španělsku způsobil útlum investic a přispěl k velkému zvýšení inflace. Ekonomická situace byla již dříve ztížena vyhnáním Židů v roce 1492 a později vyhnáním maurských konvertitů (morisků) v roce 1609, čímž bylo Španělsko ochuzeno o mnoho obchodníků a řemeslníků. Také kvůli těmto skutečnostem se Španělsko mimo jiné stalo závislé na dovozu zboží ze zahraničí.

### Dobytí domorodých říší

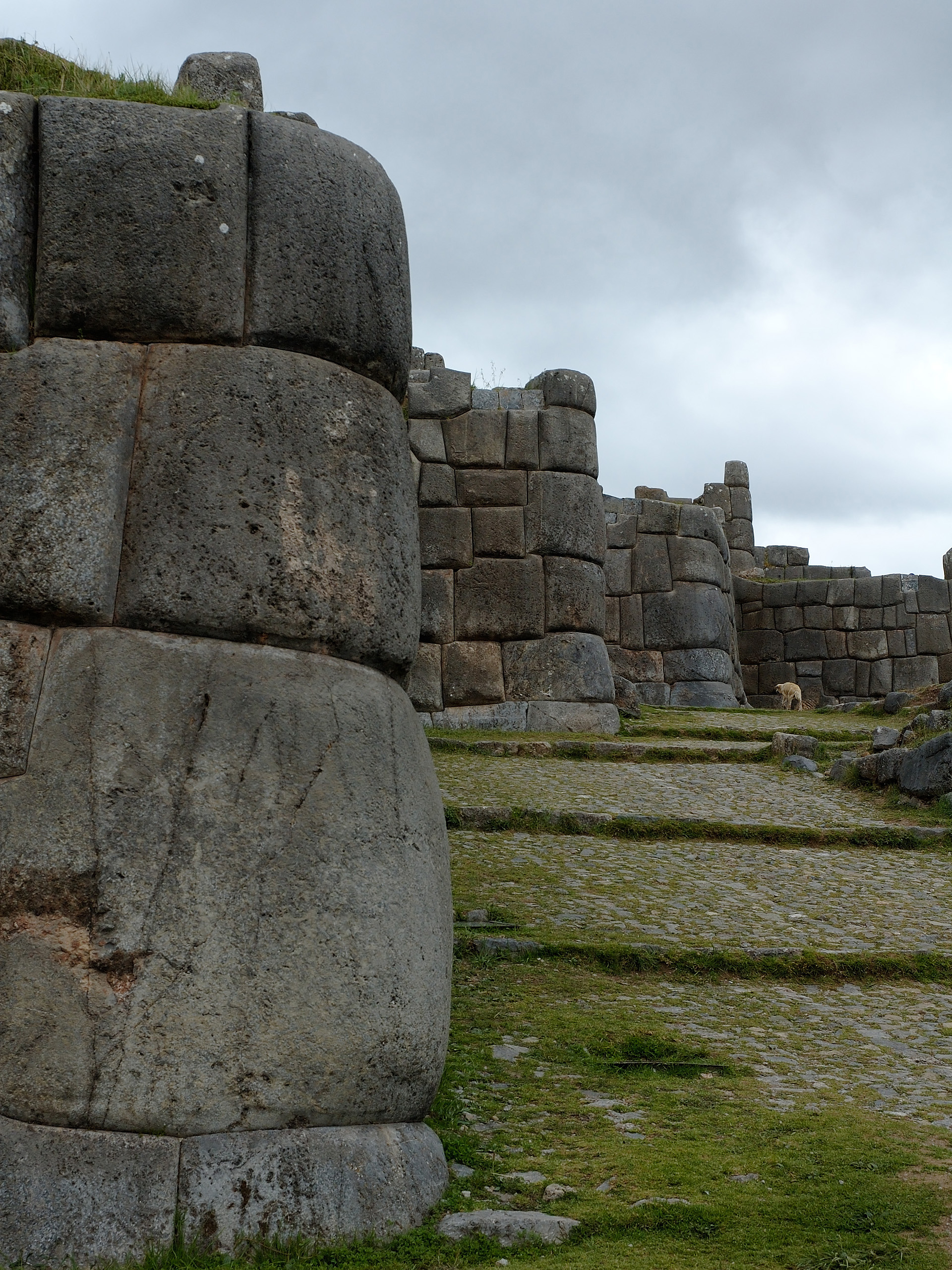
Incká pevnost Sacsayhuamán

Po Kolumbových dobách byla kolonizace Ameriky v rukou objevitelů-válečníků: conquistadorů. Jejich hlavní taktikou bylo využívání sporů mezi domorodými indiánskými státy k jejich úplnému ovládnutí. Španělská vítězství byla usnadněna také zavlečením evropských infekčních nemocí do těchto krajin (např. planých neštovic), proti nimž nebyli domorodí obyvatelé imunní a které jejich populace takřka zdecimovaly. Pro rozvoj kolonií však začaly chybět pracovní síly, začali se tedy dovážet otroci z afrických zemí.
Jedním z nejúspěšnějších conquistadorů byl Hernán Cortés, kterému se podařilo mezi lety 1519–1521 s relativně malou vojenskou jednotkou podmanit si s pomocí domorodých kmenů Aztéckou říši a založit na jejím území místokrálovství Nové Španělsko. Stejné důležitosti pro pozdější vývoj bylo dobytí Incké říše Franciscem Pizarrem v polovině 16. století a následné založení místokrálovství Peru.

### Kolonizace severní Ameriky a Asie
První trvalou kolonií na severoamerickém kontinentu mimo území Mexika byl dnešní St. Augustine na Floridě a záhy se stal důležitým opěrným bodem v oblasti. Od poloviny 16. století byly zakládány první španělské osady na Filipínách, což umožnilo vytvoření obchodních cest propojujících východní Asii s latinskoamerickými koloniemi (nejvýznamnější byla tzv. Manilská galeona), původně muslimská Manila byla dobyta roku 1570. Filipíny spolu s okolními ostrovy (Guam, Mariany a Karolíny) zůstaly pod španělskou nadvládou až do roku 1898 jako Španělská Východní Indie.

### Konflikty v Evropě
Španělsko bylo po celou dobu prakticky v neustálém konfliktu s ostatními evropskými mocnostmi, zejména s Francií a Osmanskou říší a také s protestantskými zeměmi, později sdruženými ve Šmalkaldském spolku. Španělské a benátské lodě vybojovaly v roce 1571 historické vítězství nad Osmany v bitvě u Lepanta, kterou se zastavilo rozšiřování osmanské moci ve Středomoří.
Od roku 1568 probíhaly boje Nizozemců za nezávislost na Španělsku (tzv. osmdesátiletá válka), v roce 1581 vznikla Republika spojených nizozemských provincií, kterou si již Španělé nedokázali podmanit zpět. Španělsko také začalo být konfrontováno s rodící se supervelmocí, Anglií, která se zpočátku spoléhala také na státem podporované pirátství zaměřené zejména na španělské lodě přivážející zlato z Nového světa.
Španělsko prodělalo v průběhu 16. století z mnoha příčin několik státních bankrotů (příliš vysoké válečné výdaje Rakouska či pirátství znepřátelených mocností), což se odrazilo na jeho schopnosti udržovat silnou armádu.

### Vláda Filipa II.
Filip II. Španělský (vládl 1556–1598) dohlížel na kolonizaci Filipín, která začala v roce 1565 příchodem španělského objevitele Miguela Lópeze de Legazpiho, čímž se stal vládcem jedné z prvních skutečně globálních říší. Jeho vítězství ve válce o portugalské dědictví vedlo v roce 1580 k anexi Portugalska, což fakticky začlenilo jeho zámořskou říši—zahrnující pobřežní oblasti Brazílie, africké a indické pobřežní enklávy—do španělské domény.
Filip II. také potvrdil španělskou kontrolu nad Neapolským královstvím, Sicilským království, Sardinským královstvím a Milánským vévodstvím prostřednictvím mírové smlouvy z Cateau-Cambrésis v roce 1559. Itálie se stala jádrem španělské moci.

### Poslední španělští Habsburkové (1643–1713)
Přestože třicetiletá válka skončila roku 1648 (jedním z jejích důsledků bylo, že Španělsko muselo akceptovat nezávislost Nizozemské republiky), španělsko-francouzská válka pokračovala až do roku 1659. Skončila vítězstvím Francie (Španělsko utrpělo významnou porážku v bitvě u Rocroi v roce 1643) a mimo menších územních zisků na úkor Španělska znamenala definitivní ztrátu jeho velmocenského postavení v Evropě.
Když v roce 1700 zemřel jako bezdětný poslední ze španělských Habsburků, Karel II. Španělský, rozhořela se válka o dědictví španělské, která nakonec skončila kompromisem: na trůn nastoupil Filip V. Španělský z francouzského rodu Bourbonů, ale Španělsko postoupilo mnohá evropská území Rakousku (mj. Španělské Nizozemí, Neapol a Milán), Anglii (Gibraltar a Menorcu) a Savojsku (část Milánska).

### Nástup Bourbonů: reformy a obnova (1713–1808)

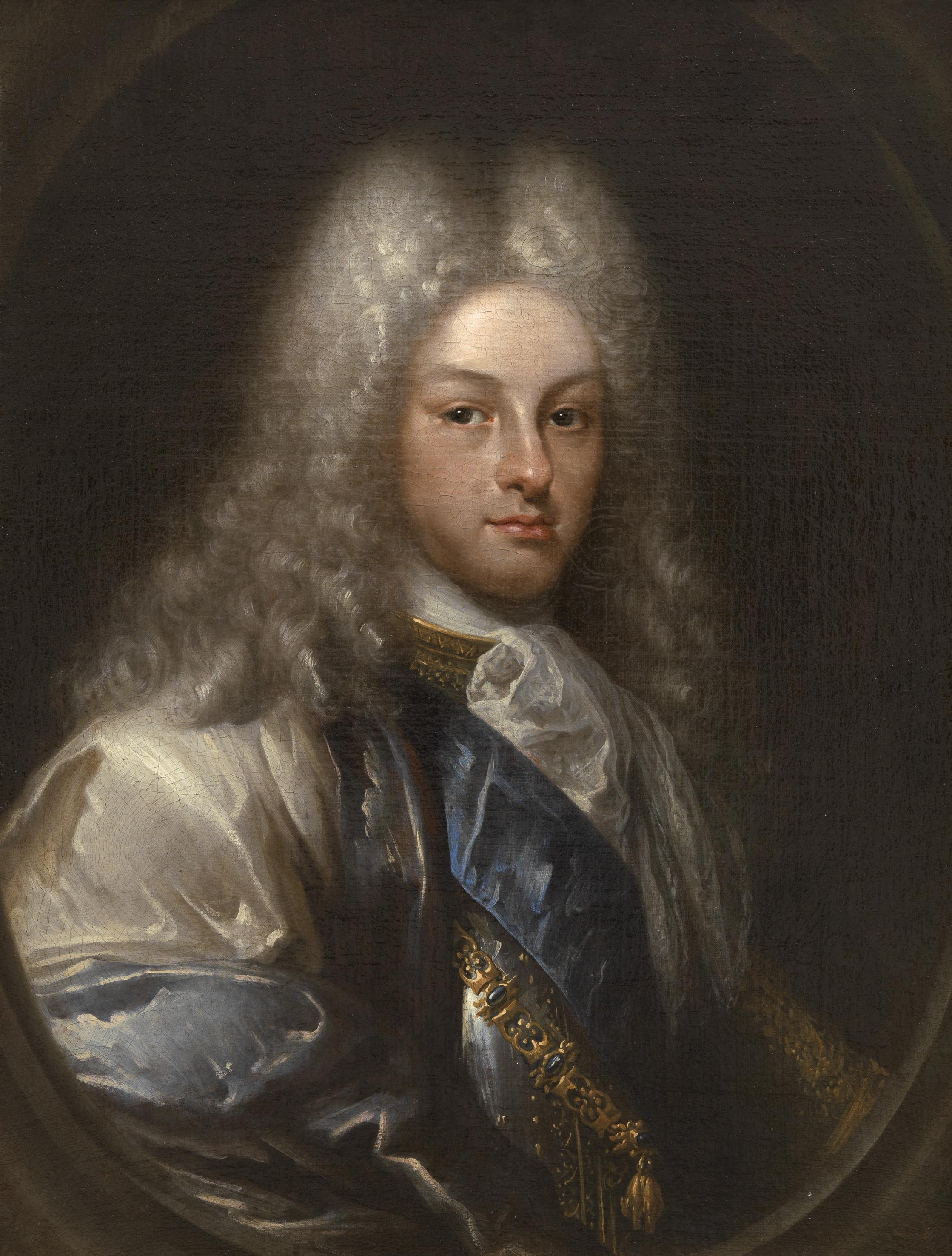
Filip V. Španělský, první bourbonský král na španělském trůně

Bourboni po svém příchodu začali prosazovat svou ideu centralizovaného státu, snažili se tedy omezit vliv místní aristokracie ve španělských koloniích, kterou tvořili tamější potomci evropských kolonistů. Zaměřili se také proti jezuitskému řádu, který měl ve španělské Americe velice velký vliv, z Ameriky byl tento řád vyhnán v roce 1767. Byly také zakládány nové obchodní společnosti, nejúspěšnější z nich Havana Company.
Díky reformám se podařilo španělské impérium v průběhu 18. století stabilizovat; ve druhé polovině století navíc k růstu obchodu výraznou měrou přispělo uvolnění obchodních kontrol. Přes jisté hospodářské úspěchy však efektivita zemědělství v celém impériu zaostávala za ostatními zeměmi a také průmyslová revoluce se prosazovala jen velice pomalu. Za vlády Bourbonů se Španělsko sice opět stalo relativně silným státem, pozici světové supervelmoci však již definitivně ztratilo.

### Amazonie
Většina území Amazonie měla na základě Smlouvy z Tordesillas z roku 1494 připadnout Španělsku, tuto oblast navíc jako jeden z prvních Evropanů prozkoumal španělský conquistador Francisco de Orellana. Oblast byla však okupovaná portugalskými kolonisty (bandeirantes), kteří ji v průběhu 17. a 18. století začali hospodářsky využívat, zejména k získávání domorodých otroků. Pro Portugalce byla oblast daleko přístupnější než pro Španěly: mohli postupovat od ústí Amazonky proti jejímu proudu. Stav faktické portugalské kolonizace byl legalizován v roce 1750 Madridskou smlouvou.

## Úpadek impéria (1808–1898)

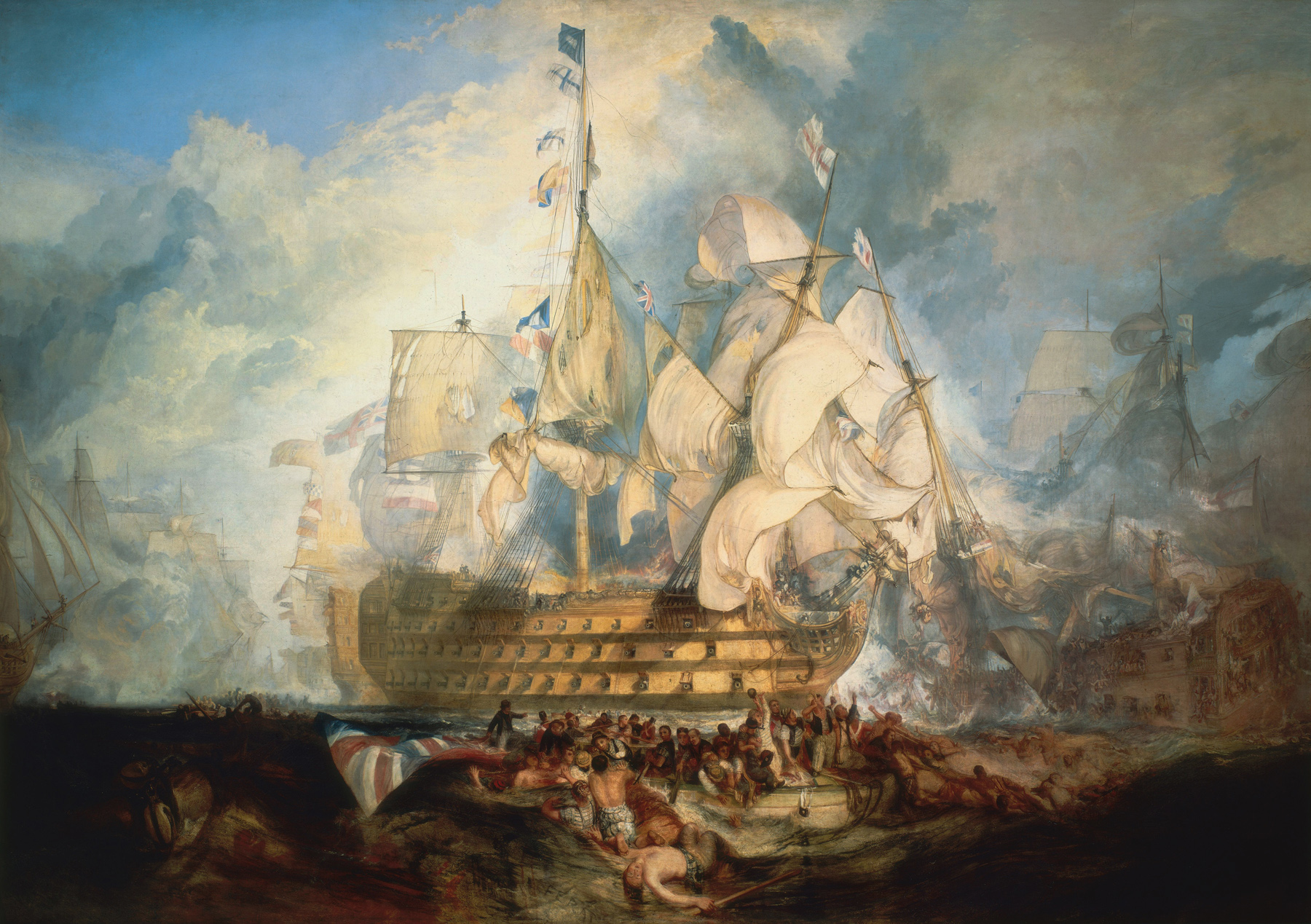
Bitva u Trafalgaru

Pro Španělsko bylo první ztrátou velkého území postoupení Louisiany zpět Francii pod vládou Napoleona Bonaparte v roce 1800 (Španělsko ji od Francie obdrželo roku 1763, Napoleon ji posléze v roce 1803 prodal Spojeným státům americkým).
Zničení španělské flotily Brity v bitvě u Trafalgaru (v rámci Napoleonských válek) znamenalo výrazné oslabení možnosti kontrolovat rozsáhlá koloniální území. Vpád napoleonských vojsk do Španělska roku 1808 a následná španělská válka za nezávislost znamenala zánik španělského impéria v Americe: rozpoutaly se války za nezávislost španělských kolonií v Americe, jako první získala nezávislost Paraguay (1811) a Uruguay (de facto 1811, definitivní nezávislost získala roku 1825). José de San Martín byl hlavním strůjcem nezávislosti Argentiny (1816), Chile (1818) a Peru (1821), Simón Bolívar do roku 1825 osvobodil území zahrnující dnešní Venezuelu, Kolumbii, Panamu, Ekvádor a Bolívii.
Katolický kněz Miguel Hidalgo y Costilla vyhlásil roku 1810 nezávislost Mexika, která byla uznána v roce 1821. Roku 1819 Španělsko odprodalo Floridu Spojeným státům americkým. V tomto období se osamostatnily i další středoamerické státy, Španělsku z amerických kolonií zbyly pouze Kuba a Portoriko; dále pak Filipíny, Guam s přilehlými ostrovy, Španělská Sahara, části Maroka a Španělská Guinea.
Španělsko zdevastované napoleonskými válkami se jen velice těžko vzpamatovávalo a bylo politicky i regionálně fragmentováno. Tato nestabilita zbrzdila slibně nastartovaný rozvoj Španělska v 18. století. Jisté krátkodobé zlepšení celkové situace přinesla jen vláda schopného krále Alfonse XII. v 70. letech 19. století.
O zbytky kolonií přišlo Španělsko po prohrané španělsko-americké válce, ve které se sice obě země střetly zejména o kontrolu nad Kubou, v roce 1898 však Španělsko muselo Spojeným státům postoupit nejen Kubu, ale i Portoriko a část Španělské Východní Indie (Filipíny a Guam, zbytek španělské pacifické kolonie byl prodán Německu, které nově koupené území začlenilo do své kolonie Německá Nová Guinea).

### Území v Africe (1898–1975)
Španělsko vlastnilo drobná území na africkém kontinentě již od 16. století, mj. Oran (1509–1708), Tripolis (1510–1551) a Ceutu (1668 – současnost). V roce 1778 získalo od Portugalska ostrov Bioko v Guinejském zálivu, Río Muni (kontinentální část dnešní Rovníkové Guineje) a práva na komerční využívání země mezi řekami Niger a Ogooué, výměnou za některá území v jižní Americe. Po španělsko-marocké válce v roce 1860 uznalo Maroko existenci španělských enkláv na marockém území na pobřeží Středozemního moře a dále mu postoupilo menší oblast Sidi Ifni na pobřeží Atlantiku (přibližně na stejné rovnoběžce jako Kanárské ostrovy).
Po Berlínské konferenci roku 1884 Španělsko dále získalo Západní Saharu. V roce 1912 vzniklo v severní části Maroka tzv. Španělské Maroko, Španělsko ale tlaku místních obyvatel čelilo jen s velkými obtížemi, úspěchy Maročanů v bojích proti nadvládě naplno odhalily špatný stav španělské armády i celé státní správy. V roce 1926 se Bioko a Río Muni spojily do jedné kolonie Španělská Guinea (od roku 1963 s názvem Rovníková Guinea).
Poté, co Francouzské Maroko získalo v roce 1956 nezávislost, svolilo Španělsko k postoupení své části k nově vytvořenému státu, oblast Sidi Ifni a Západní Saharu si však ponechalo (Maroko na ně v roce 1957 oficiálně vzneslo nárok). Po nátlaku OSN a místních obyvatel získala Rovníková Guinea v roce 1968 nezávislost. Roku 1969 vrátilo Španělsko Maroku zpět Sidi Ifni, Západní Saharu kontrolovalo do roku 1975, kdy marocká vláda zorganizovala masový protest, tzv. Zelený pochod. Právní status této oblasti zůstává do dnešní doby nevyřešen.
Dnes spadají pod Španělsko pouze malá území mimo evropský kontinent: Kanárské ostrovy, autonomní města Ceuta a Melilla a španělské severoafrické državy, na něž si činí nárok Maroko.

## Území ve vlastnictví španělského impéria

### Mimoevropská území
| Země                            | Zisk             | Ztráta      | Historie |
| Atlantik                        | Atlantik         | Atlantik    | Atlantik |
| ------------------------------- | ---------------- | ----------- | --- |
| Kanárské ostrovy                | 1479             |             | objeveny ve 14. století, 1402: kastilská kolonizace a christianizace pod vedením Jeana de Béthencourt, 1479: na základě Smlouvy z Alcaçovas přiřknuty Kastilii, dnes jedno z Autonomních společenství Španělska |
| Amerika                         |                  |             | |
| místokrálovství Nové Španělsko  | 1535             | 1821        | mezi lety 1519 a 1521 podrobení Aztécké říše, 1535: založení místokrálovství, postupně se rozrostlo na území zahrnující celou Střední Ameriku, Karibik, Floridu, bývalou francouzskou kolonii Louisianu, západní pobřeží dnešních USA i o území mimo Ameriku – mj. Filipíny, Mariany, Palau, Guam a krátce severní Borneo, na počátku 19. století postupný rozpad |
| Španělská Florida               | 1513             | 1763/1819   | 1513: dobyta Španělskem, 1535: začleněna do místokrálovství Nové Španělsko, po konci sedmileté války postoupena Velké Británii, 1783: opět španělská nadvláda, 1819: postoupení Spojeným státům americkým |
| Jamajka                         | 1509             | 1670        | 1509: kolonizována, tehdy pod názvem Santiago, 1535: začleněna do místokrálovství Nové Španělsko, 1655: obsazena Angličany pod velením Williama Penna, 1670: postoupena Velké Británii |
| Hispaniola                      | 1492             | 1697/1795   | vůbec první důležitá španělská država v zámoří (1494 založení osady La Isabela, 1496 Santo Domingo), v 17. století se Francouzi pevně usadili na severozápadě ostrova, 1697: západní část postoupena Francii (pod názvem Saint-Domingue, dnešní Haiti), 1795: východní část (dnešní Dominikánská republika) rovněž postoupena Francii                             |
| Louisiana                       | 1762             | 1800        | 1762: zisk od Francie a začlenění do místokrálovství Nové Španělsko, 1800: na nátlak Napoleona opět vrácena Francii |
| Kajmanské ostrovy               | 1503             | 1666        | 1503: objeveny Kryštofem Kolumbem a zabrány pro Španělsko, 1535: začlenění do místokrálovství Nové Španělsko, 1666: dobyty Anglií, 1670: oficiální postoupení Anglii |
| oblast Nootka                   | 1789             | 1794        | tato oblast zahrnovala pobřežní části dnešního státu Washington a jižní část provincie Britská Kolumbie, na nátlak Velké Británie se Španělsko po pěti letech vzdalo nároku na tuto oblast. |
| Trinidad                        | 1498             | 1802        | 1498: pod španělskou nadvládou, 1535: začleněn do místokrálovství Nové Španělsko, 1763: okupace Velkou Británií, 1802: na základě Míru z Amiensu definitivně postoupen Velké Británii |
| místokrálovství Peru            | 1542             | 1824        | 1531: začátek dobývání Peru, 1542: založení místokrálovství, 1655: okupace Pobřeží Moskytů Velkou Británií, 1717: oddělení Místokrálovství Nové Granady, 1776: oddělení místokrálovství Río de la Plata, 1824: vznik nezávislého Peru |
| místokrálovství Nová Granada    | 1717 1739        | 1723 1810   | 1717: oddělení od místokrálovství Peru, mezi lety 1723 a 1739 opět součástí Peru, dnes státy Kolumbie, Venezuela, Ekvádor a Panama |
| místokrálovství Río de la Plata | 1776             | 1811        | 1776: oddělení od místokrálovství Peru, dnes státy Argentina, Bolívie, Paraguay a Uruguay |
| Asie                            |                  |             | |
| Španělská Východní Indie        | 1565             | 1898        | zprvu součástí místokrálovství Nové Španělsko, 1821: samostatná kolonie, 1898: ztracena po španělsko-americké válce na úkor USA |
| Filipíny                        | 1565             | 1898        | součástí Španělské Východní Indie, 1898: ztraceny po španělsko-americké válce na úkor USA |
| Severní Borneo                  | 1521             | 17. století | po objevení výpravou Fernão de Magalhãese bylo toto území nárokované Španělskem, od 17. století pod brunejským sultanátem |
| Mariany                         | 1667             | 1898/1899   | 1521: objeveny Fernão de Magalhãesem, 1667: obsazení Španělskem jakou součást Španělské Východní Indie, 1898: jižní část ztracena po španělsko-americké válce na úkor USA, 1899: severní část prodaná Německému císařství |
| Karolíny                        | 1525             | 1899        | 1525: část z nich objevena portugalským námořníkem Diegem da Rocha, 1526: prozkoumání a zábor Alonsem de Salazar, součást Španělské Východní Indie,1686: objevení dalších ostrovů Francescem Lazeanem, 1899: prodány Německé říši a začleněny do Německé Nové Guiney                                                                                              |
| Palau                           | 1543             | 1899        | 1543: objeveno Ruyem Lopezem de Villalobos, kolonizováno až v 19. století, součást Španělské Východní Indie, 1899: prodej Německé říši |
| Guam                            | 1521             | 1898        | 1521: objeven Ferdinandem Magalhaesem, 1565: španělský zábor Miguelem Lópezem de Legazpi, součást Španělské Východní Indie, 1898: postoupení Spojeným státům americkým |
| Afrika                          |                  |             | |
| Španělská Guinea                | 1778             | 1968        | 1778: ostrov Bioko a území Río Muni postoupeny Španělsku Portugalskem, 1926: sjednocení obou území do kolonie Španělská Guinea, 1968: nezávislost jako Rovníková Guinea |
| Španělská Sahara                | 1884             | 1976        | 1860: dobytí Sidi Ifni Španělskem, 1884: zisk dnešní Západní Sahary, 1969: Sidi Ifni připadlo Maroku, 1976: obsazení kolonie Marokem a Mauritánií, dnes: anektována Marokem, mezinárodní status je stále nevyřešený |
| Džerba                          | 1551             | 1560        | 1551: přímá španělská správa, 1560: po námořní Bitvě u Džerby ztráta na úkor Osmanské říše |
| Bizerta                         | 1535             | 1574        | 1535: dobyta Karlem V., 1574: ztráta na úkor Osmanské říše |
| Bejaia                          | 1510             | 1555        | 1510: dobyto Španěly, 1555: ztráta na úkor Osmanské říše |
| Oran                            | 1509 1732        | 1708 1792   | 1505 a 1506: první pokusy o dobytí města, 1509: zisk města a ustanovení španělské správy, 1709: ztráta na úkor Osmanské říše, 1732: opětovné dobytí Španěly, od roku 1790 mírová jednání s Osmanskou říší, 1792: předání Osmanské říši |
| Tripolis                        | 1510             | 1523        | 1510: dobyt hrabětem Pedrem Navarrem, 1523: Karel V. ho věnoval jako léno Johanitům, kteří ho drželi do roku 1551 |
| Tunis                           | 1535             | 1574        | 1535: Karel V. zde ustanovil španělský protektorát, 1574: definitivně pod osmanskou nadvládou |
| Španělské Maroko                | 1912             | 1956        | 1912: španělský protektorát, 1956: postoupeno Maroku |
| Plazas de soberanía             | 16. stol. / 1848 |             | území dobyta v průběhu 16. stol (Islas Chafarinas v roce 1848), dnes pod správou ústřední vlády Španělska (dříve se do Plazas de soberanía počítaly i Ceuta a Melilla, dnes mají status autonomních měst), území jsou nárokovaná Marokem |
| Ceuta                           | 1668             |             | 1668: Španělsko získalo Ceutu od Portugalska v rámci Lisabonského míru |
| Melilla                         | 1497             |             | 1497: dobytí Melilly |
| Perejil                         | 1668             |             | 1663: postoupeno od Portugalska, dnes nárokováno Marokem |

### Španělská území v Evropě
| Země                                         | Zisk                                 | Ztráta                               | Historie |
| Území pod nadvládou Aragonské koruny         | Území pod nadvládou Aragonské koruny | Území pod nadvládou Aragonské koruny | Území pod nadvládou Aragonské koruny |
| -------------------------------------------- | ------------------------------------ | ------------------------------------ | --- |
| Baleáry                                      | 1229 1344                            | 1276 -                               | mezi 1229 a 1235 dobyty Jakubem I. Aragonským, 1276: nezávislost Mallorského království s Jakubem II. Malorským jako králem, 1344: opětovné začlenění do Aragonské koruny, dnes jsou Baleáry jednou ze 17 autonomní chspolečenství Španělska |
| Hrabství Provence                            | 1167                                 | 1267                                 | 1167: nabytí Alfonsem II. Aragonským na základě dědického práva, 1267: připadlo Anjouovcům |
| Athénské vévodství                           | 1311                                 | 1388                                 | 1311: dobyto Katalánskou kompanií, 1319: spojeno s Neopatrijským vévodstvím, 1388: prodáno florentské rodině Acciajuoli |
| Neopatrijské vévodství                       | 1319                                 | 1390                                 | 1319: dobytí území Aragonci a spojení s Athénským vévodstvím, 1390: prodáno florentské rodině Acciajuoli |
| Neapolské království                         | 1442 1735                            | 1714 1759                            | 1422: spojení Neapole a Sicílie Alfonsem V. Aragonským, 1700-1714: válka o španělské dědictví, 1714: na základě Rastattského míru připadlo Rakousku, 1735: na základě předběžného Vídeňského míru opět spojeno se Španělskem, 1759: odtržení od Španělska (vládu převzala dynastie Bourbon-Obojí Sicílie, vedlejší větev španělských Bourbonů)                                        |
| Sardinské království                         | 1297                                 | 1714                                 | 1297: věnováno Aragonské koruně papežem Bonifácem VIII., od 16. století v personální unii s nově vzniklým Španělskem, 1700-1714: válka o španělské dědictví, 1714: postoupeno Rakousku (to ho roku 1720 vyměnilo se Savojskými za Sicílii) |
| Sicilské království                          | 1282 1735                            | 1714 1759                            | 1282: po Sicilských nešporách připadla Aragonské koruně, 1700-1714: válka o španělské dědictví, 1714: na základě Rastattského míru připadlo rodu Savojských, 1720: přechází do rukou rakouských Habsburků, 1735: opět připojeno ke Španělsku, 1759: odtržení od Španělska (vládu převzala dynastie Bourbon-Obojí Sicílie, vedlejší větev španělských Bourbonů)                        |
| Korsika                                      | 1325 1419                            | 1347 1453                            | 1297: papež Bonifác VIII. udělil králi Jakubu II. Aragonskému Korsiku jako léno, 1325: podrobení celého ostrova, 1347: zpět pod janovskou nadvládou, 1372: opět krátce pod aragonskou nadvládou, 1401: pod francouzskou nadvládou, 1410: pod janovskou nadvládou, 1419: opět pod aragonskou nadvládou, 1447: rozdělení ostrova, Aragon obdržel jižní část, 1453: připadla zpět Janovu |
| Malta                                        | 1282                                 | 1525/1530                            | 1282: připadla Aragonské koruně, 1525: Karel V. věnoval Maltu jako léno Johanitům, 1530: papežskou bulou Malta definitivně připadla Johanitům |
| Montpellier                                  | 1204                                 | 1349                                 | 1204: připadl Aragonu díky sňatku Petra II. Aragonského s Marií z Montpellier, 1276: součást Mallorského království, 1349: prodána Jakubem III. Mallorským Francii |
| Severní Katalánsko (Carcassonne, Roussillon) | 1137                                 | 1659                                 | 1276: začlenění hrabství Rosselló a Cerdanya do Mallorského království, 1344: Rosselló pod Aragonskou korunou, 1403: Cerdanya pod Aragonskou korunou, 1659: na základě Pyrenejského míru postoupeno Francii |
| Území pod španělskou nadvládou               |                                      |                                      | |
| Elba                                         | 1603                                 | 1709                                 | 1603: zisk přístavu Porto Azzurro, 1709: ztracena ve válkách o dědictví španělské, 1714: oficiálně postoupena Neapolskému království |
| Franche-Comté                                | 1556                                 | 1678                                 | 1556: připadlo dědičně Španělsku, v letech 1668 a 1674 obsazeno Francií, 1678: na základě Nijmegenského míru postoupeno Francii |
| Milánské vévodství                           | 1535                                 | 1714                                 | 1535: zděděno Karlem V., který ho přidal svému synovi Filipu II., od roku 1556 v personální unii se Španělskem, 1714: ve válkách o dědictví španělské ztraceno na úkor Rakouska |
| Monako                                       | 1542                                 | 1641                                 | španělský protektorát |
| Španělské Nizozemí                           | 1556                                 | 1714                                 | 1556: připadlo Španělsku na základě dědického práva, 1714: postoupeno Rakousku ve válkách o dědictví španělské |
| Stato dei Presidi (španělský vojenský stát)  | 1557 1735                            | 1707 1759                            | 1522: pod ochranou Karla V., 1555: dobytí Sieny, 1557: založení Stato dei Presidi na části území Toskánského velkovévodství, s částí území také na Elbě, 1707: obsazeno Rakouskem, 1735: na základě předběžného Vídeňského míru zpět Španělsku, 1759: připojeno k Neapolskému království                                                                                              |
| Portugalsko                                  | 1580                                 | 1640                                 | od 1580 spojeno se Španělskem v personální unii (tzv. Iberská unie), 1640: opětovná samostatnost |